# Черненок, Михаил Яковлевич
Михаил Яковлевич Черненок (8 ноября 1931 — 10 февраля 2019) — советский и российский писатель детективного жанра.

## Биография
Михаил Яковлевич Черненок родился в 1931 году в селе Высокая Грива Вассинского района Западно-Сибирского края (ныне — Тогучинский  район Новосибирской области). Учился в средней железнодорожной школе № 51 города Тогучина. Затем окончил штурманское отделение Новосибирского речного техникума (ныне Новосибирское командное речное училище им. С. И. Дежнева, входит в состав НГАВТ). Много лет работал в Томском управлении Западно-Сибирского речного пароходства и в судоходной инспекции Обского бассейна в должности инспектора судоходной инспекции, где наряду с обеспечением безопасности судоходства занимался расследованием аварийных происшествий.
С 1969 года — на журналистской работе. Был литературным сотрудником районной газеты «Ленинское знамя» (Новосибирская область), затем — редактором отдела прозы журнала «Сибирские огни». В течение многих лет избирался заседателем народного суда.
Книги Михаила Яковлевича Черненка издавались как в СССР, так и за границей: в Болгарии, Венгрии, ГДР, Чехословакии, США, Испании и Финляндии. Член Союза писателей СССР. Жил в городе Тогучине Новосибирской области.
Детективные повести Михаила Черненка исследуют социальные проблемы, порождающие такие преступления, как спекуляция, мошенничество, шантаж, злоупотребление служебным положением.
Главный герой большинства произведений — Антон Бирюков, жизнь и карьера в правоохранительных органах которого проходит на страницах произведений Михаила Яковлевича.

### Награды и премии
- Лауреат Всесоюзного литературного конкурса МВД СССР и Союза писателей СССР, премия за повесть «Тайна старого колодца» 1982 г.
- Почетная грамота от министра внутренних дел Н. Щелокова 1977 г.
- Диплом Всесоюзного литературного конкурса, посвященного 60-летию Советской милиции, за создание сборника повестей «Следствием установлено» 1977 г.
- Наручные часы с дарственной надписью «М. Я. Черненку от МВД СССР» 1979 г.
- Диплом Всесоюзного литературного конкурса за создание сборника повестей «Ставка на проигрыш» 1980 г.
- Нагрудный знак «Отличник милиции» 1981 г.
- Нагрудный знак «За культурное шефство над ОВД» 1982 г.
- Медаль «Ветеран труда» 1986 г.
- Почетная грамота Союза писателей России 2001 г.
- Почетный знак ГУВД 2002 г.
- Лауреат премии губернатора Новосибирской области по итогам литературного конкурса им. В. Я. Зазубрина 2005 г.
- Памятная медаль «За вклад в развитие Новосибирской области» (75 лет НСО) 2012 г.
- Лауреат премии Союза писателей России «Во славу Отечества» (2010 г.)
- Повесть «Ставка на проигрыш» (1980 г.) упомянута в книге Б. Пронзини и М. Мюллер «1001 ночь. Справочник для поклонников детективов и литературы о таинственном» (1986 г.) В Справочнике учтены лучшие произведения за всю историю существования жанра (англоязычные и те, что переведены на английский) с кратким пересказом сюжета и критической оценкой.

## Список произведений
Учебные пособия по судовождению:
- Черненок М. Я. Пособие судоводителю-любителю. — М.: Речной транспорт, 1959, 2-е издание — 1960; М.:Транспорт, 1988. — 216 с.: ил.,табл.
- Черненок М. Я. Пособие водителю моторной лодки и катера. — М.: Транспорт, 1962. (последующие издания — 1964, 1967, 1971, 1975 гг.).
- Куряев Т. А., Черненок М. Я. Пособие водителю моторной лодки и катера. — М.: Транспорт, 1975. 5-е изд., перераб. и доп. — 184 с.: ил.; М.: Транспорт, 1981, 6-е изд., перераб. и доп. — 196 с.: ил., табл.

Рассказы:
- Старший штурман.
- Шаманова Гарь.
- Важное поручение.
- На перекате.
- Урок дипломатии.

Повести:
- Тайна старого колодца. (1974)
- С субботы на воскресенье. (другое название — «Поручается уголовному розыску», отличается мелкими деталями). (1974). Под названием «Кто третий?» публиковалось в газете «Ленинское знамя» г. Тогучин, Новосибирской обл. 1972г.
- Кухтеринские бриллианты. (Две редакции: 1976 г. — с названиями глав; редакция 1980 г. — главы только пронумерованы, в сокращении). Экранизировано в 1992 году — «Овен», режиссёр Юрий Кандеев.
- При загадочных обстоятельствах. (1979). (В сборнике «Приключения — 1987», М., «Молодая гвардия», серия «Стрела»).
- Ставка на проигрыш. (1980)
- Оперативный розыск. (1981). Внецикловая повесть.
- Жестокое счастье. (В журнале «Уральский следопыт», 1981г, № 8 и 9 под названием «Шелестит тополёвая роща…»; в книге «Последствия неустранимы» М., «Молодая гвардия»,1984, серия «Стрела»).
- Последствия неустранимы. (1984)
- Точки пересечения. (1985) (В книге «Точки пересечения», Новосибирское книжное издательство, 1987).
- Завещание ведьмы. (1985) (Первое издание под названием «Завещание» в книге «Точки пересечения», Новосибирское книжное издательство, 1987).
- Архивное дело. (1987)
- Шальная музыка. (1990). (В книге «Порочный круг» М., «Молодая гвардия», 1990, серия «Стрела»; в сборнике «Современный русский детектив», т.5. М.: Отечество,1993 — под названием «Шальная музыка и Жидкий Дьявол»).
- Порочный круг. (Написано в 1989 году.). (Под названием «Круговая порука» в журнале «Сибирские огни» №1, 2, 3, 1990г.; в книге «Порочный круг» М., «Молодая гвардия», 1990 серия «Стрела»).
- Сиреневый туман. (1992)
- Фартовые бабочки. (1994)
- Девушка ищет спонсора. (1995)
- Тузы и шестёрки. (1996)
- Брызги шампанского. (1998)
- Посмертная месть. (1998)
- Киллеры не стареют. (2001)
- Роковое место. (2001)
- Иллюзия жизни. (2002)
- Расплата за ложь. (2003)
- Ястреб ломает крылья. (2004)

Эссе
- О жанре и о себе (В сборнике «Ставка на проигрыш». Новосибирск: Западно-Сибирское книжное издательство, 1984.; редакция 1994 года к 4-томному собранию сочинений).